# Luis López-Dóriga
Luis López-Dóriga Meseguer (Oviedo, 23 de febrero de 1885 - México, febrero de 1965) fue un sacerdote, teólogo, filósofo, sociólogo y político español, sobrino del arzobispo de Granada José Meseguer y Costa y tío del periodista Joaquín López-Dóriga.

## Biografía
Era hijo de Hilaria Meseguer Costa, de Vinaroz, y del médico municipal López-Dóriga, del que pronto quedó huérfano. La madre era hermana del clérigo José Meseguer y Costa, que en 1905 fue nombrado arzobispo de Granada en sucesión de José Moreno Mazón. A Granada acompañó Luis a su tío a la edad de 20 años como «familiar» o persona de confianza, y fue alcanzando otras funciones y lugares en la archidiócesis, llegando incluso a profesor del Seminario y vicecanciller de su Universidad Pontificia. Estudió Teología y fue ordenado sacerdote en 1908 y nombrado canónigo de la Catedral de Granada por su tío. Viajó por toda Europa, donde realizó estudios de Sociología en Alemania, llegando a dominar el francés, inglés, italiano, portugués, latín y catalán. Era doctor en Filosofía, Teología y ambos Derechos, maestro nacional, académico de Bellas Artes y profesor de Sociología en la Universidad Pontificia de Granada. 
Creó centros obreros y el diario La Gaceta del Sur. Fallecido su tío y principal apoyo el 9 de diciembre de 1920, lo sustituyó en 1921 el obispo de Almería Vicente Casanova y Marzol, quien en adelante vetó todas sus iniciativas. Manuel Azaña lo atrajo a la política. En 1922, López-Dóriga apoyó a los obreros electrogasistas en huelga y a los tipógrafos de Gaceta del Sur, diario católico en el que ejercía funciones de consejero delegado. De esta manera perdió la confianza del cardenal Casanova, pese a lo cual llegó a ser deán de la catedral merced a la influencia del duque de San Pedro de Galatino. En 1929 apoyó la creación del museo de la Catedral de Granada. 
Durante la II República fue diputado en Cortes por el Partido Republicano Radical Socialista (PRRS) de 1931 a 1933, cuestión insólita y complicada en un destacado sacerdote, que le costó penalidades y suspensiones canónicas por apoyar, a su manera, diversas leyes en las Cortes que iban contra el sentir y las enseñanzas de la Iglesia: defendió con su voto la separación Iglesia-Estado y el divorcio, lo que le costó ser suspendido a divinis, la pérdida de su canonjía (1931) y la excomunión (1933). Al dejar las Cortes opositó para maestro en la Escuela Normal de Granada. Una maestra, Josefina Roca-Fava, se enamoró de él y ambos se casaron; al respecto ha escrito la escritora Stella Manaut.[cita requerida] Durante la guerra civil pasó de Madrid a Valencia y ayudó a muchas personas como cónsul honorario en Perpiñán (Francia) antes de partir exiliado a Veracruz (México) y luego a México capital.
En 1947, López-Dóriga, a pesar de estar excomulgado, fiel a sus principios católicos, se dirigió a Balbino Santos Olivera, arzobispo de Granada pidiéndole permiso para regresar. El arzobispo le perdonó, pero le negó el permiso. Luis López-Dóriga continuó residiendo en Ciudad de México, domiciliado a comienzos de los años sesenta en la calle Villalongin número 46, departamento 7, hasta su fallecimiento en 1965 a los 80 años de edad.

## Escultismo
Conoció el escultismo en sus viajes por Londres, París y Bruselas y fue un referente para Teodoro de Iradier y Arturo Cuyás Armengol en su fundación de los Exploradores de España, introductor de los boy scouts en Andalucía y fundador de los mismos en Granada en 1913, primera capital y población andaluza en la que se inició la institución. En 1914 asiste a la primera asamblea nacional celebrada en Madrid, con la participación de S.M. Alfonso XIII. Fue López-Dóriga quien impulsó la candidatura de Julio Quesada-Cañaveral para ocupar la presidencia de los Exploradores de España, tras la muerte del Duque de Tamames.
En 1920 participó en la primera asamblea internacional de boy scouts celebrada en Londres, y en el primer jamboree scout celebrado ese verano en Londres, dentro del contingente español formado por 50 muchachos, acompañados desde Granada por él mismo, González Gaspá y Antonio Trucharte Samper. El 9 de diciembre de ese año, falleció el arzobispo de Granada don José Meseguer y Costa, tío de López-Dóriga e impulsor y protector de los Exploradores granadinos y de todo el país. Ambos, tío y sobrino, fueron Medalla de Oro al Mérito Escultista de los Exploradores de España. 
Traductor de la obra de Robert Baden-Powell, Escultismo para Muchachos del inglés al español en 1934, obra que nunca fue publicada en España. Probablemente fue él quien llevó en su maleta la traducción a México, para ser publicada con posterioridad. En aquel país dio clases de humanidades en diversos liceos y sobre todo en el Colegio Madrid, aún existente, fundado por los exiliados españoles republicanos. Falleció en 1965 tras serle levantadas las penas canónicas y fue enterrado en el Panteón Español, donde está localizada su tumba y lápida.